# NGC 5270
NGC 5270 is een balkspiraalstelsel in het sterrenbeeld Maagd. Het hemelobject werd op 7 april 1828 ontdekt door de Britse astronoom John Herschel.

## Synoniemen
- UGC 8673
- MCG 1-35-31
- ZWG 45.75
- PGC 48527